# The Continental Times
The Continental Times est un journal de propagande publié à Berlin pendant la Première Guerre mondiale à destination des prisonniers de guerre anglophones. Il est édité 3 fois par semaine jusqu'en 1919.